# Dolní Lhotka
Dolní Lhotka (německy Unter Lhotka) je malá vesnice, část obce Maleč v okrese Havlíčkův Brod. Nachází se asi 1 km na sever od Malče. V roce 2009 zde bylo evidováno 7 adres. V roce 2001 zde trvale žilo 12 obyvatel.
Dolní Lhotka leží v katastrálním území Horní Lhotka o výměře 1,87 km2.